# Kerékpározás a 2009. évi nyári európai ifjúsági olimpiai fesztiválon
A 2009. évi nyári európai ifjúsági olimpiai fesztiválon az országúti kerékpározás versenyszámait Tamperében rendezték. A férfiak 3 számban versenyeztek. Magyar sportoló nem indult ebben a sportágban.

## Összesített éremtáblázat
| A 2005. évi nyári európai ifjúsági olimpiai fesztivál összesített éremtáblázata országúti kerékpározásban | A 2005. évi nyári európai ifjúsági olimpiai fesztivál összesített éremtáblázata országúti kerékpározásban | A 2005. évi nyári európai ifjúsági olimpiai fesztivál összesített éremtáblázata országúti kerékpározásban | A 2005. évi nyári európai ifjúsági olimpiai fesztivál összesített éremtáblázata országúti kerékpározásban | A 2005. évi nyári európai ifjúsági olimpiai fesztivál összesített éremtáblázata országúti kerékpározásban | Olimpia  |
| --- | --- | --- | --- | --- | -------- |
| | Ország | Arany | Ezüst | Bronz | Összesen |
| 1. | Egyesült Királyság                                                                                        | 1 | 2 | 0 | 3        |
| 2. | Dánia | 1 | 0 | 0 | 1        |
| | Svájc | 1 | 0 | 0 | 1        |
| 4. | Franciaország                                                                                             | 0 | 1 | 1 | 2        |
| 5. | Csehország                                                                                                | 0 | 0 | 2 | 2        |
| | | | | |          |
| Összesen                                                                                                  | Összesen                                                                                                  | 3 | 3 | 3 | 9        |

## Férfi
| A 2009. évi nyári európai ifjúsági olimpiai fesztivál érmesei férfi országúti kerékpározásban |                                                |                                                    |                                                  |
| Versenyszám                                                                                   | Arany                                          | Ezüst                                              | Bronz                                            |
| Férfi egyéni mezőnyverseny 64 km                                                              | Dánia Alexander Egested Kamp · 1:41:46         | Franciaország Pierre Henri Lecuisinier · 1:42:25   | Csehország Denis Rugovac · 1:42:28               |
| Férfi egyéni időfutam 7,1 km                                                                  | Svájc Fabian Lienhard · 9:53.26                | Egyesült Királyság Jonathan Dibben · 9:56.11       | Franciaország Pierre Henri Lecuisinier · 9:56.74 |
| Kritérium verseny                                                                             | Egyesült Királyság Joshua Papworth · 0:47:34.0 | Egyesült Királyság Jonathan Dibben · Azonos idővel | Csehország Ondrej Rybin · Azonos idővel          |